# Neuropsihijatrijska bolnica Dr. Ivan Barbot Popovača
Neuropsihijatrijska bolnica Dr. Ivan Barbot Popovača, hrvatska specijalna bolnica u Popovači. Nalazi se na rubu grada, u Jelengradskoj ulici 1, na putu prema Podbrđu.

## Povijest
Osnovao ju je 1934. dr Ivan Barbot. Barbotov utjecaj učinio je da ovdje bude odjel za kronične bolesnike Beogradske državne bolnice za duševne bolesti. Izabrana je lokacija na ruševinama starog grada Moslavine, na bivšem vlastelinskom imanju grofova Erdödya. Prvih godina bolnica je azilne vrste, u koju su se slali kronični psihijatrijski bolesnici. Najčešće dijagnoze primljenih bile su shizofrenija, oligofrenija, epilepsija, progresivna paraliza, demencija i psihopatijaa. Također su liječili djecu s poteškoćama u razvoju. Godišnji kapacitet smještaja i liječenja bio je nekoliko stotina psihijatrijskih bolesnika. Prvi bolesnici stigli su još prije. 1. studenoga 1933. godine u tzv. Veliki dvorac pristigli su prvi bolesnici iz Psihijatrijske bolnice u Beogradu. 1934. godine je došla skupina od oko 140 bolesnika s medicinskim, tehničkim i administrativnim osobljem. Sljedećih godina proširena je kupnjom drugih objekta (dvoraca).
Sukladno koncepciji koju je primarijus Barbot zastupao, bolesnici su aktivno uključeni u sustav gospodarenja unutar psihijatrijske ustanove te je prevladavala terapija radom kao rehabilitacijski postupak i način liječenja. Osiguralo se hranu za prehranu hospitaliziranih bolesnika, a na ekonomiji bolnice posadili su voćnjake i vinograde.
1940. godine odvojilo se odjeljenje u Moslavini od matične beogradske bolnice i osamostalilo pod nazivom Bolnica za umobolne u Moslavini. Dr Ivan Barbot otišao je iz Beograda i postao prvi ravnatelj popovačke bolnice.
Iz depandanse beogradske bolnice popovački je odjel izrastao u drugome svjetskom ratu u Bolnicu za umobolne. Zbrinjavala je u tom vremenu ranjenike i ostale bolesnike. Ilegalno je pomagala partizane, ispomažući preko veza partizanske bolnice u šumama Moslavačke gore. Popovačka bolnica dala je sigurnost tada proganjanim liječnicima Židovima. Cijelo vrijeme jedini stalni liječnik bio je dr Ivan Barbot. Na ispomoć su povremeno dolazili liječnici iz Vrapča. I poslije rata bolnica nosila se s oskudnošću osoblja, pa je prvih poslijeratnih godina bolničko osoblje bilo priučeno.
Godine 1957. osnovan je biokemijsko hematološki laboratorij kao samostalna radna jedinica u sklopu bolnice.
Bolnica se poslije zvala Bolnica za živčane i duševne bolesti Moslavina – Popovača i Neuropsihijatrijska bolnica. Od 1974. godine službeno je ime Neuropsihijatrijska bolnica dr. Ivan Barbot u Popovači, u znak priznanja svom osnivaču i tvorcu dru Ivanu Barbotu.
U Domovinskom ratu funkcionirala je u ratnim uvjetima uzbuna, zamračenja i odlazaka u skloništa, premda nije bila na području neposredne ratne opasnosti. Ipak, bojišnice na Banovini i zapadnoj Slavoniji odakle su stalno odjekivale detonacije bile su stalno upozorenje na moguće pomicanje ratišta bliže što je pridonosilo stresnim i tjeskobnim uvjetima. Ratnih godina organizirana je kao ratna bolnica i uz redovne primila je stotine psihijatrijskih pacijenata iz bolnica iz ratom izravno zahvaćenih bolnica Pakraca, te Mostara i Jakeša u BiH. Uz rad u ustanovi, osoblje je bilo u redovima HV kao vojnici ili u sanitetu na području Hrvatske Dubice, Jasenovca, Novske, Kutine i dr. Osim rada sa psihijatrijskim bolesnicima, preveniralo se i liječilo psihičke reakcije u izvanrednim uvjetima, radilo se prognanim i izbjeglim osobama u bolnici, prognaničkim naseljima te ustanovama u kojima su liječeni i rehabilitirani ranjenici.

## Organizacija
Bolnica ima odjele za biologijsku psihijatriju, alkoholizam i ostale ovisnosti, socijalnu psihijatriju, forenzičku psihijatriju., gerontopsihijatriju, psihosomatsko liječenje, psihoterapiju s dnevnom bolnicom, hitnog bolničkog prijama i patologije.